# Frans Koenen
Frans Koenen (Nijmegen, 4 november 1958) is een Nederlands voormalig voetballer en huidig voetbalcoach.

## Spelersloopbaan
Koenen speelde vier seizoenen als centrale middenvelder bij N.E.C.. In 1980 tekende hij een tweejarig contract bij Newcastle United dat in de First Division speelde. Na een zware blessure verliet hij die club na één jaar. Nadat hij kort bij De Treffers gespeeld had, werd hij wederom prof in België bij KFC Diest. Hierna speelde hij nog bij Vitesse en wederom De Treffers voor hij afsloot bij GVVV.

## Trainersloopbaan
Naast een baan bij de provincie Gelderland werd Koenen trainer in het amateurvoetbal. Met SV ARC, GVVV, VV De Bataven en VV Germania was hij actief in de Hoofdklasse. Van 2010 tot 2018 was hij trainer van RKHVV uit Huissen waar hij ook een periode het damesteam trainde. Van 2018 tot 2022 trainde hij eersteklasser SV Venray. In november 2022 werd Koenen wederom trainer van RKHVV.